# 黃色食草蟹
黃色食草蟹（學名Hemigrapsus oregonensis）是弓蟹科下一種細小的蟹。它們原先被分類在方蟹科內。
黃色食草蟹並非只有黃色，身體可以呈多種顏色。一般而言，它們都是呈淺灰色、綠色或黃色，其上有細小的藍色或黑色斑點，足色較淺並有相似的斑點；也有呈紅色或褐色，其上有綠色的斑點。鉗一般呈奶白色而沒有斑點。
黃色食草蟹棲息在泥底，並大量分佈在美國舊金山灣、俄勒岡州及華盛頓州的海岸。它們主要吃矽藻及綠藻，有時也會吃肉。
黃色食草蟹與紫色食草蟹是近親，但黃色食草蟹較為細小，只有3-3.5厘米闊。它們的足及鉗有所不同：黃色食草蟹的足上有剛毛；紫色食草蟹的鉗上有紫色或紅色斑點。